# حجر اليمامة

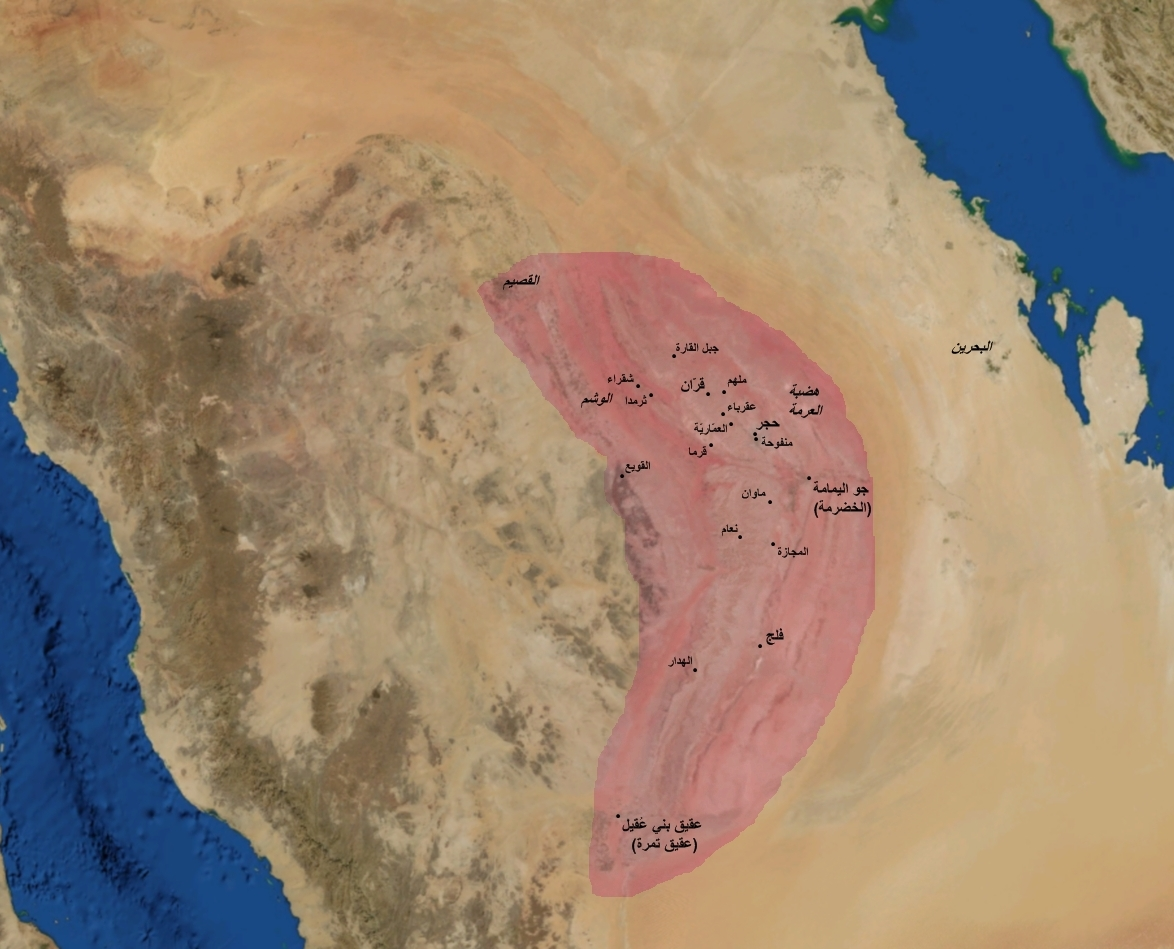
موقع "حَجْر" بالنسبة لإقليم اليمامة.

حجر اليمامة أو حَجْر (بفتح الحاء وجيم ساكنة) بلدة قديمة تقع في موقع مدينة الرياض الحالية التي تعتبر امتداداً لحجر. والبلدة مذكورة في كتاب «صفة جزيرة العرب» لأبي محمد الهمداني الذي يصفها بأنها «مصر» اليمامة (أي عاصمتها) ومقر أمرائها، وذلك في القرن الرابع الهجري (العاشر الميلادي). أما ياقوت الحموي صاحب معجم البلدان، والمتوفى سنة 1229م، فيقول إن البلدة أسسها بنو حنيفة لدى قدومهم إلى اليمامة قبل ظهور الإسلام بقرون، ويقول إن بني حنيفة وجدوها بلدة مهجورة خلفتها أقوام طسم وجديس الأسطورية. وقد مر بها الرحالة ابن بطوطة في القرن الثامن الهجري (الرابع عشر الميلادي)، فذكرها بالاسم ووصفها بأنها «مدينة حسنة خصبة ذات أنهار وأشجار، يسكنها طوائف من العرب، وأكثرهم من بني حنيفة، وهي بلدهم قديماً، وأميرهم طفيل بن غانم»، ثم يذكر أنه رحل منها مع طفيل بن غانم هذا إلى مكة للحج. ويختفي ذكر حجر في المصادر مع مجيء القرن الحادي عشر الهجري (السابع عشر الميلادي)، وربما قبل ذلك، حيث حل بدلاً من اسم «حجر» أسماء بعض المحلات في تلك المدينة أشهرها «معكال» و«مقرن» والتي بقيت تُذكر في الإشارات التاريخية عن المنطقة خلال القرن العاشر والحادي عشر الهجريين إلى أن بدأ اسم الرياض بالظهور لاحقاً. أصبحت باقي محلات المدينة مهجورة واتخذها الأهالي حدائق أو «رياضاً» لهم، وصارت المنطقة بشكل عام بما فيها من مزارع ونخل ومساكن تسمى بالرياض. ثم قام أمير مقرن دهام بن دواس بضم معكال إلى مقرن في القرن الثامن عشر فصارت بلدة واحدة تسمى «الرياض».

## قائمة أمراء بنو حنيفة في حجر اليمامة
| أمراء بنو حنيفة في حجر اليمامة | أمراء بنو حنيفة في حجر اليمامة |
| الأمراء | الأمراء |
| --- | --- |
| الأمير | سنة حكمه |
| الأمير نجدة بن عامر بن عبدالله بن سيار بن مطرح بن ربيعة بن الحارث بن عبد الحارث بن عدي بن حنفية أستولى على البحرين وعمان والطائف واليمن وأستطاع أن تخضع له الجزيرة العربية تحت طاعتة، بإستثناء مكة المكرمة وتخضع البادية لحكمة ويوطد ملكة وهو لا يتجاوز الأربعين من عمرة | منذ عام 65هـ - حتى73هـ |
| الأمير المهير بن هليل بن عمير بن سلمى بن عمرو بن مجمع بن زيد ابن يربوع بن ثعلبة بن دّؤل بن حنفية ملك اليمامة في عهد الأمويين | 126هـ |
| الأمير طفيل بن غانم بن المهير بن هليل بن عمير بن سلمى بن عمرو بن مجمع بن زيد ابن يربوع بن ثعلبة بن دّؤل بن حنفية كان أمير حجر اليمامة (الرياض) قبل عام 732هـ وقيل انه ينسب له موضع المهيري في حجر اليمامة (الرياض)                                                        | 732هـ |
| الأمير عبدالمحسن بن سعيد الدرعي الحنفي | حكم حجر اليمامة في عام 825هـ وفي عام 850 أقطتع ابن درع من أراضه وهي تقع شمال حجر اليمامة تسمى غصيبة والمليبيد لابن عمة الأمير مانع المريدي وأنشأ فيها الأمير مانع قرية أسماها الدرعية نسبتاً لدرعية القطيف |
| الأمير مانع بن ربيعة المريدي الدرعي اليزيدي الحنفي [بحاجة لمصدر] | تولى الحكم بعد أن أقطع له أبن عمه أبن درع غصيبة والمليبيد وأنشأ فيها قرية أسماها الدرعية نسبتاً لدرعية القطيف                                                                                              |